# Miklós Duray

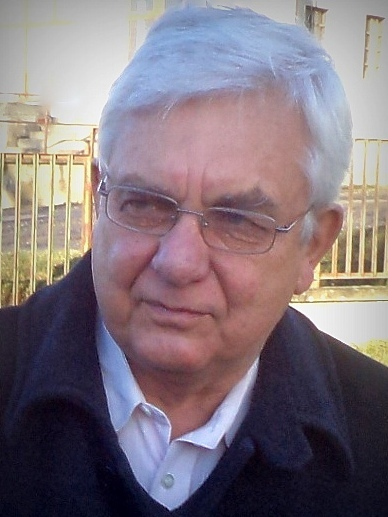
Miklós Duray, 2016

Miklós Duray (* 18. Juli 1945 in Lučenec; † 30. Dezember 2022 in Budapest) war ein slowakischer Politiker und Publizist der ungarischen Minderheit in der Slowakei.

## Leben
Seine politische Karriere hat er in Csemadok angefangen. Er war in Jahren 1965–1968 Vorsitzende des Attila-József-Klubs in Bratislava. Nach 1971 hat er als Geologe gearbeitet. Duray ist Unterzeichner von Charta 77. Wegen seiner Verhaftungen in den 1980er Jahren hat Amnesty International und PEN-Club protestiert. In Jahren 1990 bis 1992 war er Abgeordneter des Tschechoslowakischen Parlaments, in Jahren 1994 bis 2010 im Slowakischen Nationalrat (Parlament). Duray war seit 1999 stellvertretender Vorsitzender der Partei der ungarischen Gemeinschaft (Magyar Közösség Pártja). Er war seit 1991 Mitglied in Führung des Ungarischen Weltverbands (Magyarok Világszövetsége).

## Werke
- Kutyaszorító I. (Püski-Corvin, New York, 1982)
- Tegnap alighanem bolondgombát etettek velünk (Framo Publishing, Chicago, 1983)
- Kutyaszorító II. (Püski-Corvin, New York, 1989)
- Kettős elnyomásban (Püski-Corvin&HHRF, New York, 1989)
- Kettős elnyomásban – bővített kiadás (Madách-Posonium, Bratislava (Pozsony), 1993)
- Csillagszilánk és tövistörek (Madách-Posonium, Bratislava (Pozsony), 1993)
- Önrendelkezési kísérleteink (Méry Ratio, Šamorín (Somorja), 1999)
- Változások küszöbén (Osiris, Budapest, 2000)
- Ne félj, csak higgy! (Szabad Tér Kiadó, Budapest, 2005)
- Volt egyszer egy..., egy lesz egyszer? (Szent György Kiadó, Budapest, 2008)
- A megvalósult elképzelhetetlen (Trianon Kutatóintézet, Budapest, 2011)